# United States Army Training and Doctrine Command
Le U.S. Army Training and Doctrine Command (TRADOC) est un commandement majeur de l'armée de terre des États-Unis (Major Army Command, MACOM) basé à Fort Monroe, Virginie. Le TRADOC a pour but de recruter, d'entraîner et d'enseigner les soldats et les gradés de la U.S. Army.

## Structure
Le TRADOC est composé des commandements majeurs subordonnés (Major Subordinate Commands, MSCs) suivant:
- U.S. Army Accessions Command (USAAC), quartier-général à Fort Jackson, Caroline du Sud
  - United States Army Recruiting Command (USAREC), quartier-général à Fort Knox, Kentucky
  - Recruiting and Retention School (RSS), quartier-général à Fort Jackson, Caroline du Sud
  - U.S. Army Cadet Command (USACC/ROTC), quartier-général à Fort Monroe, Virginie
  - Officer Candidate School (OCS), quartier-général à Fort Benning, Géorgie
  - U.S. Army Warrant Officer Career College (WOCC), quartier-général à Fort Rucker, Alabama
  - Drill Sergeant School (DSS), quartier-général à Fort Jackson, Caroline du Sud
  - U.S. Army Marksmanship Unit (AMU), quartier-général à Fort Benning, Géorgie
  -  U.S. Army Parachute Team (Golden Knights), quartier-général à Fort Brag, Caroline du Nord
- U.S. Army Capabilities Integration Center (ARCIC), quartier-général à Fort Monroe, Virginie
- U.S. Army Combined Arms Center (CAC), quartier-général à Fort Leavenworth, Kansas
- U.S. Army Combined Arms Support Command (CASCOM), quartier-général à Fort Lee, Virginie
  - U.S. Army Ordnance Center and School, quartier-général à Fort Lee, Virginie
  -  U.S. Army Quartermaster Center and School, quartier-général à Fort Lee, Virginie
  -  U.S. Army Transportation Center and School, quartier-général à Fort Eustis, Virginie
  - U.S. Army Soldier Support Institute (USASSI), quartier-général à Fort Benjamin Harrison, Indiana
  - U.S. Army Logistics University (ALU), quartier-général à Fort Lee, Virginie
- U.S. Army TRADOC Analysis Center (TRAC), quartier-général à Fort Lee, Virginie
- U.S. Army Center for Army Lessons Learned (CALL), quartier-général à Fort Leavenworth, Kansas